# Bill Elliott
William Clyde „Bill“ Elliott (* 8. Oktober 1955 in Dawsonville, Georgia) ist ein ehemaliger US-amerikanischer Rennfahrer, 1988 war er der Champion im NASCAR Sprint Cup (damals Winston Cup). Er ist der Vater von Chase Elliott. Sein Spitzname ist Awesome Bill from Dawsonville.

## NASCAR-Karriere

### Frühe Jahre
Elliott absolvierte seinen ersten Start im Winston Cup auf dem North Carolina Speedway im Jahre 1976, nachdem er sich zuvor als 34. von 36 Fahrern qualifiziert hatte. Dieses Rennen dauerte für ihn nur 32 Runden, als die Ölpumpe seines Ford Torino ausfiel, was ihm 640 US-Dollar Preisgeld einbrachte. Er mühte sich für insgesamt fünf Jahre ohne Sponsorenunterstützung ab, zeigte dabei aber, dass er sich durchaus mit den etablierten Fahrern messen konnte. So kaufte Elliott Mitte 1977 einen Mercury Cougar von Bobby Allison, der sich von Penske Racing getrennt hatte, und ersetzte damit seinen alten Torino. Dieser Schritt sollte sich bezahlt machen. Beim Southern 500 der Saison 1977 gelang ihm mit einem zehnten Platz das erste Mal der Sprung unter die Top 10. Zwei Jahre später war es ebenfalls beim Southern 500, wo er Zweiter hinter David Pearson wurde.

### Melling Racing
Im Herbst 1980 sicherte sich Elliott seine erste größere Sponsorunterstützung in Form von 500 US-Dollar von Harry Melling von Melling Racing beim National 500 in Charlotte, North Carolina. Allerdings war Bills Vater George kurz davor das Team nach dem Atlanta Journal 500 wegen eines fehlenden Hauptsponsors zu schließen. Beim angedachten letzten Rennen des Wagens #9 qualifizierte Elliott den Wagen auf der Outside-Pole, d. h. dem zweiten Startplatz. Dabei trug er noch immer die Werbung von Melling auf der Seite, da das Geld zum überlackieren fehlte. Während des Rennens fiel die Kupplung aus, dennoch beendete Elliott das Rennen auf Platz 18. Als Melling die Bemühung des Teams bemerkte, gab er dem Team genug Sponsorenunterstützung, um zwölf Rennen in der Saison 1981 fahren zu können.
Nach einer zurückhaltenden Saison 1981 mit einem Top-5- und sieben Top-10-Ergebnissen, darunter die erste Pole-Position des Teams beim CRC Chemicals Rebel 500, kaufte Melling das Team von George Elliott am 1. Dezember 1981. Zwei Jahre später gewann Elliott sein erstes Rennen im Winston Cup beim Winston Western 500 auf dem Riverside International Raceway beim letzten Rennen der Saison 1983. Daraufhin erhielt er Sponsorenunterstützung von der Coors Brewing Company.

### Saison 1985
In der Saison 1985 erzielte Elliott elf Siege und elf Pole-Positionen und gewann als erster Fahrer die Winston Million beim Southern 500 auf dem Darlington Raceway, das heißt drei der vier wichtigsten Rennen einer Saison, welches mit einer Prämie von einer Million US-Dollar belohnt wurde. Dies brachte ihm die Spitznamen „Million Dollar Bill“ und „Awesome Bill From Dawsonville“ ein. Zum Gewinn der Winston Million gehörte unter anderem auch sein Sieg beim Daytona 500 auf dem Daytona International Speedway.
Elliott beendete diese Saison als Zweiter der Meisterschaft.
Diese Ereignisse führten dazu, dass Elliott der erste NASCAR-Rennfahrer wurde, der auf dem Titelblatt des Sports Illustrated abgedruckt wurde.

### 1987 bis 1994

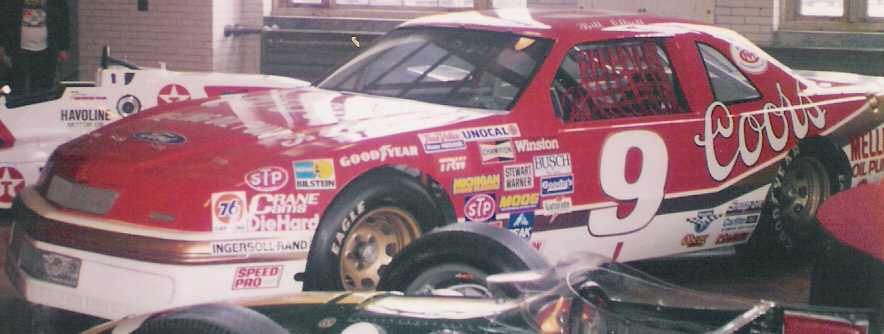
Bill Elliotts Wagen, mit dem er die schnellste gezeitete Runde in einem Tourenwagen absolvierte: 212,809 mph auf dem Talladega Superspeedway

In der Saison 1986 konnte Elliott nicht an die Erfolge der Vorsaison anknüpfen. Mit zwei Siegen und 16 Top-10-Ergebnisse, darunter acht Top-5-Ergebnisse, beendete er die Meisterschaft auf Platz vier. Im folgenden Jahr lief es wieder besser und mit sechs Siegen und acht Pole-Positionen sicherte sich Elliott die Vizemeisterschaft. Für Aufsehen sorgte aber ein ganz anderes Ereignis: Auf dem Talladega Superspeedway erzielte er mit einer Durchschnittsgeschwindigkeit von 212,809 mph (342,483 km/h) die höchste jemals mit einem Tourenwagen gemessene Geschwindigkeit. Sein Ford Thunderbird war dazu mit einem von Ernie Elliott gebauten Motor bestückt.
In der Saison 1988 gewann Elliott nochmals sechs Rennen und mit 22 Top-10-Platzierungen sicherte er sich seine erste und einzige Meisterschaft. In den Saisons 1989 und 1990 konnte er an den Erfolg nicht anknüpfen und wurde Sechster bzw. Vierter in der Meisterschaft. Nach acht Jahren fiel Elliott 1991 das erste Mal wieder aus den Top 10 der Meisterschaft, als ihm nur ein Sieg und zwölf Platzierungen in den Top 10 gelangen. Das Resultat war ein elfter Platz.

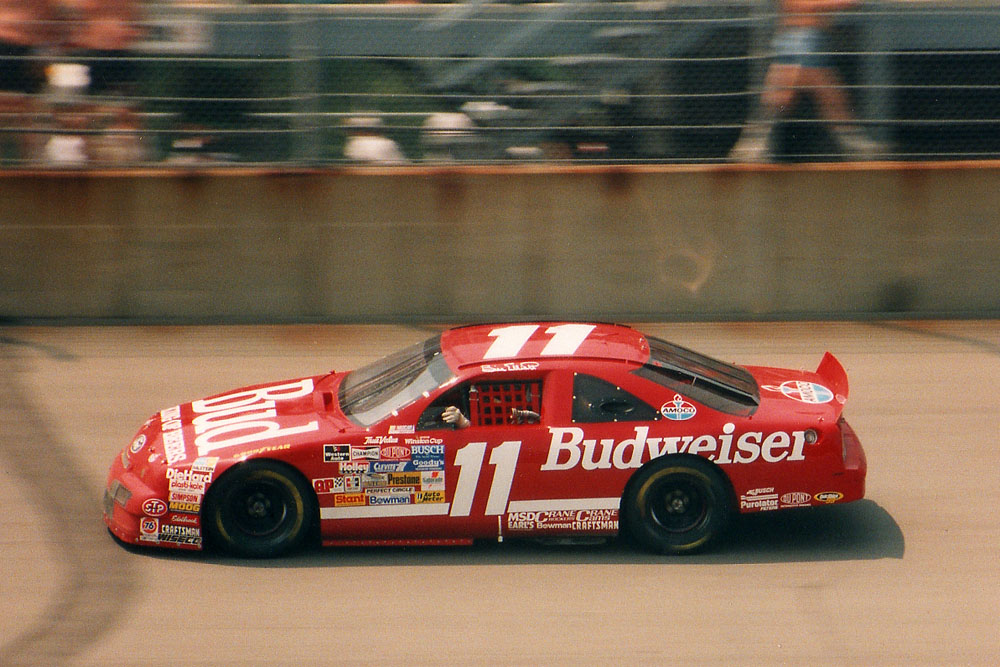
Bill Elliott auf dem Michigan International Speedway 1994

Im Jahr 1992 folgte der Wechsel in das Team von Junior Johnson. Im ersten Jahr gewann Elliott fünf Rennen und am Ende stand ein zweiter Platz in der Meisterschaft. Nach zwei wenig erfolgreichen Jahren mit nur einem einzigen Sieg verließ er das Team zum Ende des Jahres 1994.

### Unabhängiger Fahrer und Evernham Racing
Nach dem Ausstieg aus Johnsons Team gründete Elliott sein eigenes Team, welches von 1995 bis 2000 bestand. Allerdings war er damit in all den Jahren nicht erfolgreich und konnte kein einziges Rennen gewinnen. Seine besten Resultate waren ein zweiter Platz sowie beim Daytona 500 ein dritter Platz hinter Dale Jarrett und Jeff Burton. So verkaufte er das Team an Ray Evernham und fuhr ab der Saison 2001 den Dodge Intrepid mit der Startnummer 9. Gleich im Qualifying zum Saisonauftakt, dem Daytona 500, sicherte sich Elliott die Pole-Position. Im Verlauf der Saison gewann er von der Pole-Position das Pennzoil Freedom 400 auf dem Homestead-Miami Speedway. Dies war sein erster Sieg seit dem Southern 500 der Saison 1994. In den folgenden beiden Jahren gewann er weitere Rennen auf dem Pocono Raceway, dem Indianapolis Motor Speedway und dem North Carolina Speedway. Beim Saisonfinale auf dem Homestead-Miami Speedway führte Elliott 189 von 267 Runden und wurde nur durch einen Reifenschaden in der letzten Runde vom Sieg getrennt, der an Bobby Labonte ging. Wenige Wochen nach seinem neunten Platz in der Meisterschaft verkündete Elliott, dass er den Wagen mit der Startnummer 9 an Kasey Kahne abgeben und nur noch einzelne Rennen in Entwicklungswagen für Evernham fahren würde.
In der Saison 2004 saß Elliott in jeweils drei Rennen sowohl am Steuer des Dodge Intrepid mit der Startnummer 91 als auch mit der Startnummer 98. Der Hintergrund der Wechsel der Wagen war durch Sponsorenverpflichtungen begründet. Elliotts Sponsor war Coca-Cola, Evernhams war Pepsi. Entsprechend war Elliott als Besitzer von Wagen #98 eingetragen, obwohl er eigentlich nur von Evernham gemietet wurde. Trotz nur sechs Saisonstarts hatte er einige Erfolge mit einem neunten Platz auf dem Indianapolis Motor Speedway sowie einem zweiten und dritten Startplatz auf dem Texas Motor Speedway beziehungsweise California Speedway.
In der Saison 2005 ging Elliott erneut an ausgewählten Rennen an den Start. So fuhr er den Dodge Charger mit der Startnummer 39 für Chip Ganassi Racing beim Budweiser Shootout und den Dodge mit der Startnummer 91 in einigen Rennen für Evernham. Trotz drei Starts mehr als in der Vorsaison hatte er weniger Erfolg. Das beste Ergebnis war ein elfter Platz auf dem Michigan International Speedway. Zudem ging Elliott in ausgewählten Rennen der NASCAR Busch Series für Rusty Wallace an den Start. Auf dem Memphis Motorsports Park startete er im Dodge mit der Startnummer 6 für Evernham.
Für die Saison 2006 gingen die Owner-Points des Wagens mit der Nummer 91 an den Wagen mit der Nummer 10 vom neuen Evernham-Team und ihrem Fahrer Scott Riggs. Am 4. Januar 2006 verkündete Elliott, den Chevrolet Monte Carlo mit der Startnummer 36 für MB2 Motorsports bei den Daytona Speedweeks zu fahren. Dies enthielt den Budweiser Shootout, das Gatorade Duel sowie das Daytona 500, bei dem Elliott seit 2003 nicht mehr angetreten war. Am 17. März 2006 wurde bekannt, dass er den Chevrolet mit der Startnummer 00 für Michael Waltrip Racing in fünf Nextel-Cup-Rennen auf dem Chicagoland Speedway, New Hampshire Motor Speedway, Indianapolis Motor Speedway, California Speedway und Homestead-Miami Speedway pilotieren würde. Im Verlauf der Saison verkündete dann das Team Red Bull, dass Elliott drei Rennen für das Team als Vorbereitung zum Einstieg in den Nextel Cup mit Toyota in der Saison 2007 fahren würde.
Am 8. August 2006 hieß es von Evernham Motorsports, dass Elliott für das Rennen auf Watkins Glen International den ehemaligen Dodge mit der Startnummer 19 von Jeremy Mayfield fahren würde. Nach dem Rennen in Indianapolis war der Wagen aus dem Top 35 der Owner-Points gefallen und Mayfield entlassen worden. Evernham versprach sich hierdurch einen garantierten Startplatz im Rennen aufgrund Elliotts Status als ehemaliger Champion. Da der Wechsel aber nach dem Stichtag für die Anmeldung vorgenommen wurde, war Elliott nach Angabe von NASCAR nicht für diese Regelung berechtigt.
Für das Rennen auf dem Kansas Speedway tat sich Elliott mit R&J Racing zusammen und saß am Steuer des Dodge mit der Startnummer 37. Als Besonderheit enthielt dieser Wagen einen Motor von seinem Bruder Ernie Elliott und die Farbgestaltung vom Melling-gesponserten Wagen des Jahres 1982. Er beendete das Rennen mit der Saisonbestmarke und Platz 16, konnte sich aber nicht für das Bank of America 500 zwei Wochen später in Charlotte qualifizieren.

### 2007
Elliott versuchte sich für das Daytona 500 zu qualifizieren, was ihm aber nicht gelang. Er unterschrieb anschließend bei Wood Brothers Racing für mindestens zwei Rennen in der Saison den Wagen mit der Startnummer 21 zu fahren. Hintergrund war die Möglichkeit, den Wagen über die Regelung als ehemaliger Champion zu qualifizieren.
Sein erstes Rennen für das Team war das Coca-Cola 600 auf dem Lowe’s Motor Speedway. Hierfür musste er aber keine der maximal sechs garantierten Startplätze über die Ehemaliger-Champion-Regel in Anspruch nehmen. Das beste Resultat erzielte Elliott mit einem elften Platz auf dem Michigan International Speedway.

## NASCAR-Videospiele
Im Jahre 1990 brachte Konami das erste offiziell lizenzierte NASCAR-Spiel Bill Elliott’s NASCAR Challenge für MS-DOS auf den Markt. Es wurde 1991 für das NES und Amiga veröffentlicht sowie Bill Elliott’s NASCAR Fast Tracks für den Game Boy.
Elliott erschien in den meisten NASCAR-Spielen bis zur Veröffentlichung von EA Sports’ NASCAR 2005: Chase for the Cup im Jahre 2004, als er seinen halben Ruhestand verkündete.

## Teams
- Elliott Racing – 1976–1981 (zudem fuhr er für Bill Champion und Roger Hamby)
- Melling Racing – 1982–1991
- Junior Johnson and Associates – 1992–1994
- Elliott-Hardy Racing – 1995
- Bill Elliott Racing – 1996–2000
- Evernham Motorsports – 2001–2006
- Chip Ganassi Racing zusammen mit Felix Sabates – Budweiser Shootout 2005
- MB2 Motorsports – Daytona Speedweeks 2006
- Michael Waltrip Racing – 2006 (5 Rennen)
- Team Red Bull – 2006 (Charlotte)
- R&J Racing – 2006–2007
- Wood Brothers/JTG Race Team – 2007

## Gewonnene Rennen

### Winston/Nextel Cup (44 Siege)
- 2003 (1 Sieg) Pop Secret Microwave Popcorn 400 (Rockingham)
- 2002 (2 Siege) Pennsylvania 500 (Pocono), Brickyard 400 (Indianapolis)
- 2001 (1 Sieg) Pennzoil Freedom 400 (Homestead)
- 1994 (1 Sieg) Mountain Dew Southern 500 (Darlington)
- 1992 (5 Siege) GM Goodwrench 500 (Rockingham), Pontiac Excitement 400 (Richmond), Motorcraft Quality Parts 500 (Atlanta), TranSouth 500 (Darlington), Hooters 500 (Atlanta)
- 1991 (1 Sieg) Pepsi 400 (Daytona)
- 1990 (1 Sieg) Peak AntiFreeze 500 (Dover)
- 1989 (3 Siege) Miller High Life 400 (Michigan), AC Spark Plug 500 (Pocono), Autoworks 500 (Phoenix)
- 1988 (6 Siege) Valleydale Meats 500 (Bristol), Budweiser 500 (Dover), Pepsi Firecracker 400 (Daytona), AC Spark Plug 500 (Pocono), Southern 500 (Darlington), Delaware 500 (Dover), Winston-Cup-Meisterschaft
- 1987 (6 Siege) Daytona 500 (Daytona), Talladega 500 (Talladega), Champion Spark Plug 400 (Michigan), Oakwood Homes 500 (Charlotte), AC Delco 500 (Rockingham), Atlanta Journal 500 (Atlanta)
- 1986 (2 Siege) Miller American 400 (Michigan), Champion Spark Plug 400 (Michigan)
- 1985 (11 Siege) Daytona 500 (Daytona), Coca-Cola 500 (Atlanta), TranSouth 500 (Darlington), Winston 500 (Talladega), Budweiser 500 (Dover), Van Scoy Diamond Mine 500 (Pocono), Miller 400 (Michigan), Summer 500 (Pocono), Champion Spark Plug 400 (Michigan), Southern 500 (Darlington), Atlanta Journal 500 (Atlanta)
- 1984 (3 Siege) Miller High Life 400 (Michigan), Miller High Life 500 (Charlotte), Walter W. Hodgdon American 500 (Rockingham)
- 1983 (1 Sieg) Winston Western 500 (Riverside)

### Busch Grand National Series (1 Sieg)
- 1993 (1 Sieg) Fay’s 150 (Watkins Glen)

### International Race of Champions (2 Siege)
- 1993 (1 Sieg) Rennen 1 (Daytona)
- 1988 (1 Sieg) Rennen 1 (Daytona)